# Vojtěch Bubílek
Vojtěch Bubílek (28. května 1903, Bystřice pod Hostýnem – 23. září 1993 Praha) byl český vojenský letec a voják.

## Život
Vojtěch Bubílek se narodil 28. května 1903 v Bystřici pod Hostýnem do rodiny ševce Floriána Bubílka.
Během druhé světové války se stal členem československé 311. bombardovací perutě RAF. 
Zemřel roku 1993 v Praze. Pohřben byl na hřbitově v Bystřici pod Hostýnem. 

## Vyznamenání
- Československý válečný kříž 1939
- Československá medaile Za chrabrost před nepřítelem
- Československá vojenská medaile za zásluhy, I. stupně